# São Miguel dos Campos (gemeente)
São Miguel dos Campos is een gemeente in de Braziliaanse deelstaat Alagoas. De gemeente telt 54.064 inwoners (schatting 2009).

## Aangrenzende gemeenten
De gemeente grenst aan Boca da Mata, Barra de São Miguel, Campo Alegre, Jequiá da Praia, Coruripe, Roteiro en Marechal Deodoro.

## Verkeer en vervoer
De plaats ligt aan de noord-zuidlopende weg BR-101 tussen Touros en São José do Norte. Daarnaast ligt ze aan de wegen AL-220 en AL-420.

## Geboren
- João Lins Vieira Cansanção de Sinimbu (1810-1906), premier van Brazilië